# Gneu Servili Cepió (cònsol 253 aC)
Gneu Servili Cepió I (en llatí Cneus Servilius CN. F. CN. N. Caepio) va ser un magistrat romà que va viure al segle iii aC. Formava part de la gens Servília, i era de la família dels Cepió.
Va ser elegit cònsol de Roma l'any 253 aC a la Primera Guerra Púnica. Va anar amb el seu col·lega Gai Semproni Bles a la costa africana amb una flota de 250 vaixells i van assolar la costa fent molt de botí, però van patir un accident marítim al Petit Sirte i finalment van decidir retirar-se a Sicília i quan s'acostaven al Palinurus Promontorium els va sorprendre una tempesta en la qual 150 vaixells van ser destruïts. Els dos cònsols, tot i aquesta desgràcia, van obtenir sengles triomfs.